# Tedde Rhodin
Tevedor (Tedde) Adolf Rhodin, född 4 september 1924 i Tanum, död 30 september 2018 i Slottsstadens distrikt i Malmö, var en svensk målare.
Han var son till musikern och cirkusartisten Gustaf Schultz och tivoliägaren Barnum Margaretha Martina Rhodin och kusin med Toni Rhodin.
Rhodin lämnade tidigt familjens tivoli och blev en entreprenör inom nöjesbranschen och bildkonstnär. Han studerade konst vid olika konstskolor i Europa. I Mellbystrand drev han ett kombinerat konstgalleri och tivoli.
Hans konst består av gatumotiv, figurkompositioner och stilleben.